# Besleria moorei
Besleria moorei är en tvåhjärtbladig växtart som beskrevs av Conrad Vernon Morton. Besleria moorei ingår i släktet Besleria och familjen Gesneriaceae. Inga underarter finns listade i Catalogue of Life.